# Enicospilus gauldi
Enicospilus gauldi är en stekelart som beskrevs av Nikam 1980. Enicospilus gauldi ingår i släktet Enicospilus och familjen brokparasitsteklar. Inga underarter finns listade i Catalogue of Life.